# ドリームファクトリー (アミューズメント施設)
株式会社ドリームファクトリー（DREAM FACTORY Co.,Ltd.）は、福島県郡山市に本社を置き、アミューズメント施設の運営などを手掛けている企業。
本稿では、2015年まで「ドリームファクトリー」の運営を手掛けていた株式会社テンレジャーサービスに関しても記述する。

## 概要
福島県・山形県・栃木県・茨城県においてアミューズメント施設の運営を手掛けている他、アーケードゲームのレンタル業務も手掛けている。
1980年6月にアーケードゲームのレンタル業務を目的に有限会社テンレジャーサービスが設立。同年12月に福島県会津若松市に1号店となる「ファミリーランドカーニバル」を開業して以降、郡山市や会津若松市を中心にアミューズメント施設やサンリオショップの展開を行っていた。
2006年7月期には約16億円の売上があった。しかし、ソーシャルゲームの台頭や福島第一原子力発電所事故の影響により売上が低下。テンレジャーサービスは一部店舗の閉鎖や同業他社への譲渡を実施した。
テンレジャーサービスは、2015年にアミューズメント施設運営事業を、2014年9月に設立した新会社である株式会社ドリームファクトリーへ譲渡し、テンレジャーサービスは不動産賃貸業へ転換する事になった。ドリームファクトリーは2015年にテンレジャーサービスから4店舗を譲受して営業を開始した。4店舗の店舗名は維持される。
テンレジャーサービスは、店舗展開に伴う借り入れ負担が大きかったことから資金繰りに行き詰まり、2016年6月24日に事業を停止して事後処理を弁護士に一任。同年9月14日に福島地方裁判所郡山支部から破産手続開始決定を受けた。テンレジャーサービスは2019年2月5日に法人格が消滅した。

## 沿革

### テンレジャーサービス
- 1980年
  - 6月3日 - 有限会社テンレジャーサービスとして東京都町田市にて設立[5]。
  - 11月 - 本社を福島県会津若松市へ移転[5]。
  - 12月 - 会津若松市に1号店となる「ファミリーランドカーニバル」を開業（2002年10月閉店）[5]。
- 1984年6月 - 会津若松市にサンリオショップ「ファンシーショップポニー」を開業（2000年11月閉店）。
- 1990年11月 - 株式会社へ改組[5]。
- 2000年3月 - 本社を福島県郡山市へ移転[5]。
- 2002年9月 - 子会社であるテクモピア東日本株式会社を設立[5]。
- 2015年 - アミューズメント施設運営事業を株式会社ドリームファクトリーへ譲渡。テンレジャーサービスは不動産賃貸業へ転換。
- 2016年
  - 6月24日 - 事業停止。
  - 9月14日 - 福島地方裁判所郡山支部から破産手続開始決定を受ける。
- 2019年2月5日 - 法人格消滅。

### ドリームファクトリー
- 2014年9月26日 - 設立。
- 2015年 - テンレジャーサービスからアミューズメント施設運営事業を譲受。

## 店舗
福島県・山形県・栃木県・茨城県の4県において、「DREAM FACTORY」「Parque de AMIGO」のブランドで4店舗を展開している。詳細は店舗案内を参照。

## テンレジャーサービス時代に閉店した店舗

### 同業他社へ譲渡された店舗
- ドリームファクトリー南福島店（福島県福島市） - SDエンターテイメントへ譲渡されて「ディノスパーク南福島」となったが、2018年10月閉店。
- タイトーアミューズメントシティ郡山店（福島県郡山市） - タイトーのフランチャイズ店舗であった。レジャランへフランチャイジーを譲渡したが、2021年4月に福島県沖地震の影響により閉店。

### その他の店舗
- ファミリーランドカーニバル（福島県会津若松市）
- ドリームファクトリーN2（福島県郡山市）
- ドリームファクトリー韮崎店（山梨県韮崎市）
- ジョイプラザ熱田店（愛知県名古屋市） - かつてはアリサカが運営していたが、他社へ譲渡され、後にテンレジャーサービスが譲受。
- ジョイプラザ松坂店（三重県松阪市） - かつてはアリサカが運営していたが、他社へ譲渡され、後にテンレジャーサービスが譲受。
- メダルアミーゴ橿原店（奈良県橿原市）